# البطلات نساء المدينة القديمة
البطلات نساء المدينة القديمة هو فيلم وثائقي أُنتج عام 2000 من إخراج دليلة الندري. عُرض الفيلم في عدد من المهرجانات السينمائية الدولية.

## الملخص
يُقدم الفلم الوثائقي مجموعة من النساء اللواتي عشنَ معًا في قلب مدينة الدار البيضاء القديمة منذ طفولتهن. بين الضحك والدموع، يرسمنَ صورة معقدة للمرأة المغربية الشعبية، بعيدًا عن ما هو مبتذل، تتخللها نضالاتهن والأحداث الكبرى مثل وفاة الملك الحسن الثاني ومسيرة النساء من أجل حقوقهن في مارس 2000.